# Тер-Минасова, Светлана Григорьевна
Светла́на Григо́рьевна Тер-Мина́сова (род. 25 августа 1938, Москва) — советский и российский лингвист, доктор филологических наук, заслуженный профессор МГУ, Президент факультета иностранных языков и регионоведения МГУ, заведующая кафедрой теории преподавания иностранных языков.

## Биография
Родилась в Москве в армянской семье, отец — Григорий Исаевич Тер-Минасов (1908—1976). Мать — Нина Григорьевна Тер-Минасова (1906—1999).
В 1956 году Светлана Тер-Минасова окончила московскую среднюю школу и в сентябре того же года поступила в МГУ им. М. В. Ломоносова на английское отделение филологического факультета. Специализировалась на кафедре зарубежной литературы. Защитила дипломную работу по творчеству Айрис Мердок. В 1961 году, с отличием окончив университет, приступила к работе на кафедре английского языка филологического факультета МГУ, которую возглавляла известный советский лингвист, профессор Ольга Сергеевна Ахманова, в качестве преподавателя, а позже старшего преподавателя, доцента и профессора.
В 1963 году она создала Английский студенческий театр, впоследствии ставший лауреатом нескольких международных студенческих фестивалей.
В 1970 году защитила кандидатскую диссертацию на тему «Синтез продуктивных и полупродуктивных словосочетаний и вопрос о логике языка» (научный руководитель профессор О. С. Ахманова), а в 1982 — докторскую на тему «Синтагматика функциональных стилей».
В 1983 году приказом ректора МГУ переведена с филологического на исторический факультет на должность заведующей кафедрой иностранных языков.
В 1988 году стала деканом-организатором открытого по её инициативе факультета иностранных языков МГУ, переименованного в 2005 году в Факультет иностранных языков и регионоведения. Оставалась в должности до 2012 года, когда на неё, заведующую кафедрой теории преподавания иностранных языков с 1990 года по настоящее время, были возложены обязанности президента факультета иностранных языков и регионоведения (советника ректора).
В 1996 году, по инициативе профессора С. Г. Тер-Минасовой, Министерство образования ввело новую учебную специальность в России: Лингвистика и межкультурная коммуникация. Сейчас это направление чрезвычайно популярно и в России, и в мире.
Областью научных интересов Тер-Минасовой являются: синтаксис, морфология, лексикология, лексикография, стилистика, лингвопоэтика, теория и методы преподавания иностранных языков, включая русский как иностранный, перевод и переводоведение, культурология, культурная антропология, межкультурная коммуникация.
С. Г. Тер-Минасова — президент-основатель Национального общества прикладной лингвистики (НОПриЛ), почётный президент-основатель Национального объединения преподавателей английского языка (НАПАЯз/NATE/TESOL Russia).
Заслуженный профессор МГУ, лауреат Ломоносовской премии за педагогическую деятельность и лауреат премии 50-летия Фулбрайта, почётный доктор филологии (honoris causa) Бирмингемского университета (Великобритания) и Университета штата Нью-Йорк, SUNY (США), почётный профессор Российско-армянского (славянского) университета (Армения), приглашённый профессор Ярославского государственного университета им. П. Г. Демидова (Россия), а также Национально исследовательского Томского государственного университета (Россия), член совета экспертов Международного академического форума, JAFOR (Япония), Юншан профессор Гуандунского университета иностранных языков и международных отношений (Китай), почётный член Академии Образования Грузии.
Член научного совета международной ассоциации International Association of University Professors of English (Нью-Йорк).
С. Г. Тер-Минасова подготовила 68 кандидатов и докторов наук. В 1992 году под руководством и инициативе С. Г. Тер-Минасовой был открыт Международный колледж как структурное подразделение МГУ. Его задачей в новых социально-исторических условиях вхождения России в мировое сообщество был поиск путей и способов сочетания российской системы высшего образования с западными системами.

С. Г. Тер-Минасова является автором многократно переиздававшихся учебных пособий. Ей принадлежит фундаментальная книга «Язык и межкультурная коммуникация», 2000 (переиздана в 2004 и 2008), оценивая которую, рецензент журнала «Знамя» отмечал:

Межкультурная коммуникация состоялась и в личности, и в книге С. Г. Тер-Минасовой. Потому что настоящей книги без Личности автора не бывает.

Эта книга была переведена на грузинский (2017) и казахский языки (2018).
Под научным руководством Тер-Минасовой вышла серия учебников «Английский язык для общеобразовательных школ: 2-11 классы». Является автором более 200 научных работ, в числе которых 10 монографий. В 2015 году в издательстве «Слово» вышла её книга мемуаров «Записки динозавра». За год до этого журнал «Юность» напечатал серию отрывков из этой книги, за что Светлана Григорьевна получила премию имени Бориса Полевого.
В последнее время Тер-Минасова уделяет особое внимание теории и практике культурологии в преподавании иностранных языков, читает соответствующие курсы и спецкурсы, выступает с докладами на конференциях. По сей день, как и в начале 1990-х годов, занимается вопросами преодоления языкового, культурного и психологического барьеров в процессе межкультурной коммуникации.
С. Г. Тер-Минасова преподаёт на факультете иностранных языков и регионоведения МГУ и на факультете журналистики МГУ.
В 2014 году журнал «Юность» напечатал отрывки из книги С. Г. Тер-Минасовой «Записки динозавра», за что в 2015 году она была удостоена премии имени Бориса Полевого в номинации «Публицистика» за 2014 год. Эта книга о её жизни, большая часть которой — с 1956 года — прошла в Московском университете. Книга вышла в издательстве «Слово» в 2015 году.
По данным Российского индекса научного цитирования от 01.02.2016 профессор С. Г. Тер-Минасова вошла в Топ 100 самых цитируемых учёных в трёх научных направлениях:  в области языкознания (46 место), в области педагогики (46 место) и  в области культурологии (14 место).

## Личная жизнь
Светлана Тер-Минасова была замужем за Валентином Ивановичем Фатющенко, который родился 11 мая 1935 года, а умер в 2006 году. Супруги были коллегами, Валентин Иванович тоже был доктором филологических наук, а также заслуженным профессором МГУ имени М.В. Ломоносова. Дочь — доктор исторических наук, заслуженный профессор МГУ Анна Павловская (род. 1963), сын – кандидат исторических наук, журналист Андрей Фатющенко (род. 1970), дочь – кандидат философских наук Мария Фатющенко (род. 1976). На данный момент у Светланы Григорьевны восемь внуков и две правнучки

## Основные работы

### Монографии и учебные пособия
С. Г. Тер-Минасова является автором более 200 научных работ, опубликованных в отечественных и зарубежных изданиях, в том числе 10 монографий и 6 учебников. Среди наиболее важных:
- «Word-Combination. Theory and Method» (1974 г.),
- «Синтагматика речи: онтология и эвристика» (1980 г., 2009 г. — ISBN 978-5-397-00236-3),
- «Словосочетание в научно-лингвистическом и дидактическом аспектах» (1981 г., 2004 г., 2007 г. - ISBN 978-5-382-00368-9),
- «Синтагматика функциональных стилей и оптимизация преподавания иностранных языков» (1986 г.),
- "Language, Linguistics and Life" (1996 г., 2009 г., 2011 г. - ISBN 978-5-396-00001-8),
- «Английский без учителя» (1998 г., 2010 — ISBN 978-5-91709-004-7),
- "Язык и межкультурная коммуникация" (2000 г., 2005 г., 2008 г. - ISBN 978-5-387-00069-0),
- «Война и мир языков и культур» (2007 г., 2008 г. — ISBN 978-5-387-00076-8).
- «Russian English: History, Features and Functions» (2016 г. — ISBN 978-1-107-07374-6).

### Учебники
- Тер-Минасова С. Г., Костюкова К. С., Павловская О. А. Английский для начинающих. Москва: АСТ, 2015, ISBN 978-5-17-082451-9
- Тер-Минасова С. Г., Узунова Л. М., Кононова Е. В., Робустова В. В. Английский язык: учебник для общеобразовательных учреждений: 9 класс. В 2 ч. Академкнига/Учебник Москва, 2015, ISBN 978-5-494-00476-5.
- Тер-Минасова С. Г., Узунова Л. М., Кутьина О. Г., Ясинская Ю. С. Английский язык: учебник для общеобразовательных учреждений: 8 класс. В 2 ч. Академкнига/Учебник Москва, 2014, ISBN 978-5-49400-473-4
- Тер-Минасова С. Г., Узунова Л. М., Кононова Е. В., Робустова В. В., Свиридова Т. Б. Английский язык: учебник для общеобразовательных учреждений: 7 класс. В 2 ч. Академкнига/Учебник Москва, 2014, ISBN 978-5-49400-471-0
- Тер-Минасова С. Г., Узунова Л. М., Кутьина О. Г., Ясинская Ю. С. Английский язык: учебник для общеобразовательных учреждений: 6 класс. В 2 ч. Академкнига/Учебник Москва, 2013, ISBN 978-5-49400-351-5
- Тер-Минасова С. Г., Узунова Л. М., Курасовская Ю. Б., Робустова В. В. Английский язык: учебник для общеобразовательных учреждений: 5 класс. В 2 ч. Академкнига/Учебник Москва, 2013, ISBN 978-5-49400-293-8
- Тер-Минасова С. Г., Узунова Л. М., Сухина Е. И., Собещанская Ю. О. Английский язык: учебник для общеобразовательных учреждений: 4 класс. В 2 ч. Академкнига/Учебник Москва, 2013, ISBN 978-5-49400-334-8
- Тер-Минасова С. Г., Узунова Л. М., Сухина Е. И. Английский язык: учебник для общеобразовательных учреждений: 3 класс. В 2 ч. Академкнига/Учебник Москва, 2012, ISBN 978-5-49400-062-0
- Тер-Минасова С. Г., Узунова Л. М., Обукаускайте Д. С., Сухина Е. И. Английский язык: учебник для общеобразовательных учреждений: 2 класс. В 2 ч. Академкнига/Учебник Москва, 2012, ISBN 978-5-49400-059-0
- Тер-Минасова С. Г. Английский без учителя: Пособие для самостоятельного изучения английского языка. М.: Центручебфильм, 2010, SBN 978-5-91709-004-7

## Награды
Ломоносовская премия за педагогическую деятельность (1996).
В 1999 году С. Г. Тер-Минасова награждена Государственной наградой РФ — орденом Дружбы.
В 2001 году — медалью «Лауреат ВВЦ» и дипломом ВВЦ — международной книжной ярмарки за книгу «Язык и межкультурная коммуникация».
В 2003 году награждена Русской Православной Церковью медалью преподобного Сергия Радонежского I степени.
В 2005 году Указом Президента Российской Федерации (от 18 января 2005 г.) награждена государственной наградой Российской Федерации — орденом Почёта
В 2008 г. награждена Русской Православной Церковью орденом святой равноапостольной княгини Ольги III степени.
В 2013 г. — Почётной грамотой Президента Российской Федерации.
В 2014 г. орденом Святителя Макария Русской Православной Церкви, памятной медалью «М. Ю. Лермонтов. 1814—1841» в честь двухсотлетия со дня рождения поэта.